# 陳美雲
陳美雲（1951年5月25日—2023年3月4日），台灣知名歌仔戲大師，擔任陳美雲歌劇團團長。2023年3月4日，因腳步不穩跌倒逝世，享壽70歲。

## 生平
陳美雲於1951年在屏東縣出生，於嘉義縣長大。6歲會說唱民謠故事，7歲進入拱樂社的囝仔班學戲，是個典型出身於囝仔班的囝仔生。8歲擔任拱樂社第三團的當家小生，10歲在地方戲劇比賽中脫穎而出，獲得最佳童星獎。16歲正式擔任劇團中的主角小生。17歲加入“明光歌劇團”，曾隨平劇知名武生張遠亭學習刀槍功夫。
18歲逐漸走紅台北戲界，同時適逢電視歌仔戲的製作風潮，先後進入台視、中視歌劇團與徐正芬、郭美珠等人搭檔演出電視歌仔戲“七俠五義”、“三國演義”、“楊金花掛帥”等。1979年，陳美雲隨“民聲歌劇團”赴菲律賓演出，回國後於同年自組“陳美雲歌劇團”，且擔任當家小生。於1988年起參加大型舞台演出，計有“南國春秋”、“陳三五娘”、“山伯英台”等，陳美雲均在戲內擔第一主角，深獲各界好評並受邀至總統府演出。1995年受邀擔綱演出兩岸實驗劇“李娃傳”。1997年參加海峽兩岸學術交流示範演出“遊西湖”。1998年率團參加新加坡歌仔戲學術交流研討會示範演出“陳三五娘”、“秦香蓮”。2000年在台北市歌仔戲比賽，陳美雲個人以“金枝玉葉”獲頒最佳小生獎，而劇團也榮獲最佳演出獎、最佳導演獎、最佳三花獎。2002年率團參加台北市地方戲劇（歌仔戲）觀摩匯演之展演，以“顏春敏打鑾駕”，獲得團隊第2名。2004年在地方戲劇（歌仔戲）觀摩匯演之展演，以“九更天”獲優良個人獎殊榮。2023年3月4日晚間8時10分，因步履失穩滑倒後意外逝世，享壽72歲。同年獲頒第34屆傳藝金曲獎戲曲類特別獎。